# Pushing the Senses
Pushing the Senses to piąty studyjny album zespołu Feeder. Został wydany w 2005 roku. Z niego pochodzi najbardziej rozpoznawalny utwór zespołu- "Feeling a Moment". Single z albumu "Tumble and Fall", "Feeling a Moment" i "Pushing the Senses".

## Utwory
1. "Feeling A Moment" - 4:08
2. "Bitter Glass" – 4:34
3. "Tumble and Fall" – 4:19
4. "Tender" – 4:14
5. "Pushing the Senses" – 3:27
6. "Frequency" – 3:09
7. "Morning Life" – 4:02
8. "Pilgrim Soul" – 3:44
9. "Pain on Pain" – 4:04
10. "Dove Grey Sands" – 4:37